# Gneu Domici Ahenobarb (cònsol 32 aC)
Gneu Domici Ahenobarb (llatí: Cnaeus Domitius L. F. Cn. N. Ahenobarbus) va ser un magistrat romà. Era fill del cònsol del 54 aC Luci Domici Ahenobarb, amb qui va ser fet presoner a Corfinium el 49 aC i el va acompanyar a la batalla de Farsàlia (48 aC) on va morir el pare. Formava part de la gens Domícia i era de la família dels Ahenobarb.
No va participar en cap altra batalla, i va tornar a Itàlia el 46 aC quan va ser perdonat per Cèsar. No se sap segur que fes part de l'assassinat de Cèsar l'any 44 aC, si bé hi ha historiadors que diuen que era un dels conspiradors. Va seguir a Brutus a Macedònia. El 43 aC va ser condemnat conforme a la llei Pèdia com un dels culpables de la mort de Juli Cèsar.
El 42 aC dirigia una flota de 50 vaixells a la mar Jònica i va derrotar a Domici Calví quan va sortir de Brundisium, just al mateix dia de la primera batalla de Filips. Després de la batalla, Ahenobarb va dirigir la guerra separadament de Sext Pompeu i amb una flota de 70 vaixells i 2 legions va assolar les costes de la mar Jònica.
L'any 40 aC Ahenobarb es va reconciliar amb Marc Antoni que li va concedir el govern de Bitínia. El 38 aC en la pau firmada amb Sext Pompeu, Antoni va negociar la seguretat d'Ahenobarb i va obtenir per a ell la promesa del consolat per l'any 32 aC. Domici Ahenobarb va restar a Àsia i va acompanyar a Antoni en la campanya de Pàrtia el 36aC. El 32 aC va ser nomenat cònsol tal com s'havia acordat, però aquell mateix any es va produir el trencament entre Octavi i Antoni, i Ahenobarb va fugir de Roma i es va reunir amb Antoni a Efes, on el va trobar amb Cleòpatra. Va provar de separar a la reina de l'exèrcit, ja que la seva presència disgustava als legionaris i aquests van arribar a oferir el comandament a Ahenobarb, però ell va preferir renunciar i es va sotmetre a August a Tàrent poc abans de la batalla d'Àccium. Al cap de pocs dies va morir sense veure el resultat d'Àccium. Suetoni diu que era la millor persona de la seva família.